# 霍爾季齊亞 (瓦爾瓦區)
50°25′57″N 32°53′6″E / 50.43250°N 32.88500°E
霍爾季齊亞（烏克蘭語：Хортиця），是烏克蘭北部的村莊，隸屬切爾尼希夫州的普里盧基區。該村始建於1850年，面積0.19平方公里，海拔高度152米，2006年人口47，人口密度每平方公里248.7人。